# Ernst Ewert
Ernst Ewert (Pseudonym: Hans Gran; * 20. März 1872 in Danzig; † nicht ermittelt) war ein deutscher Versicherungsfachmann, Verleger und Schriftsteller. 
Ewert veröffentlichte Romane, Novellen und mehrere Dramen. Seine Werke sind geprägt von dunklen Motiven wie Mord, Tod, Wahnsinn und dem Verlust der Geliebten.  

## Leben
In der Forschung gilt Ewert als ein „geheimnisumwitterter Autor, über den nur wenig bekannt ist“. In der kurzen Schaffensperiode zwischen 1894 und 1896 veröffentlichte Ewert einen Großteil seines literarischen Werks „explosionsartig“, darunter mehrere Bücher, Novellen sowie das Drama Todte Sonne (1896).
Als Versicherungsfachmann war Ewert zunächst in Breslau, Berlin und Kiel tätig, bevor er 1937 nach Kassel kam. Bereits um 1932 hatte er dort den Ernst Ewert Verlag gegründet, um den gesamten Nachlass der jung verstorbenen Schriftstellerin Lya Esch zu verlegen, da sich kein anderer Verlag dafür fand. 1935 inserierte Ewert im Börsenblatt für den deutschen Buchhandel und bat um Übernahme seines Verlages, da ihm sein Beruf als Schriftsteller eigentlich verböte, zeitgleich einen Verlag zuführen.
Im Jahr 1916 veröffentlichte Ewert die Schrift Brausewetter. Eine kritische Studie, in der er den evangelischen Theologen und Schriftsteller Artur Brausewetter offen kritisierte. Er vertrat die Ansicht, die Kunst sei eine „strenge Herrin“, der man sich ganz oder gar nicht widmen könne. Es sei aus seiner Sicht unmöglich, dass Brausewetter zwei Berufen gleichermaßen gerecht werden könne. Daher forderte er ihn auf, die Kanzel zugunsten der literarischen Tätigkeit aufzugeben. Eine zeitgenössische Rezension im Börsenblatt für den deutschen Buchhandel lobte Ewerts „lehrreiche kleine Schrift“. Sie sei ein „wertvoller Beitrag vornehmlich zur Beurteilung der Geistlichen, die kluge Diener ihrer Kirche und zugleich Führer der Modernen sein möchten.“
Für Ewert war es essenziell, sich der Literatur kompromisslos zu verschreiben. Er formulierte dies wie folgt: [...] ich bin in künstlerischen Dingen frei, wie der Vogel in der Luft. Niemand beuge ich mich, von niemand lasse ich mir dreinreden".

## Literarische Einordnung
Literarisch stand Ewert unter dem Einfluss der Avantgarde. Zu den wiederkehrenden Themen in seinem Werk zählen düstere Motive wie der Verlust der Geliebten, Mord und Wahnsinn. Einzelne seiner Werke wurden aufgrund ihres Inhalts beanstandet. So berichtete das Berliner Tageblatt im Jahr 1895: „Die Danziger Strafkammer hat das Urtheil über die Einziehung des am 9. Mai d. J. beschlagnahmten Buches von Ernst Ewert aus Danzig ‚Melodien der Nacht‘, da sein Inhalt eine öffentliche Verbreitung nicht zulasse, bestätigt.“
1933 wurde sein Drama zum Danziger Befreiungskampf Der Rebell am Stadttheater Guben uraufgeführt.  

## Werke (Auswahl)
Bücher:
- Satan (Roman), Breslau 1898
- Bei den Unseligen, Charlottenburg 1898
- Das Skizzenbuch der toten Lya Esch, Kassel 1934

Schriften:
- Silberliebe. Eine Symphonie, Danzig 1895
- Gesammelte Schriften. Band 1. Drei Dramen (Das alte Lied – Ignaz Kolonko – Ein Wahnsinniger), Leipzig 1900
- Gesammelte Schriften. Band 2. Phantasie, Leipzig 1900
- Brausewetter. Eine kritische Schrift, Leipzig 1916

Novellen:
- Maria Pally, Danzig 1894
- Todes Dämmerung, Danzig 1895
- Melodien der Nacht, Danzig 1895
- Tolle Novellen, Danzig 1895
- Naja's Seele, Dresden [u. a.] 1895
- In Glanz und Leuchten, Leipzig 1911
- Friedlose Menschen, Leipzig 1916

Dramen:
- Todte Sonne, Danzig 1896
- Der Rebell (ein kurzes, ernstes Spiel. Vier Akte. Auftakt zum Danziger Freiheitskampf), Cassel 1925
- Karola. Schauspiel in fünf Akten, Kassel 1928